# Tinian

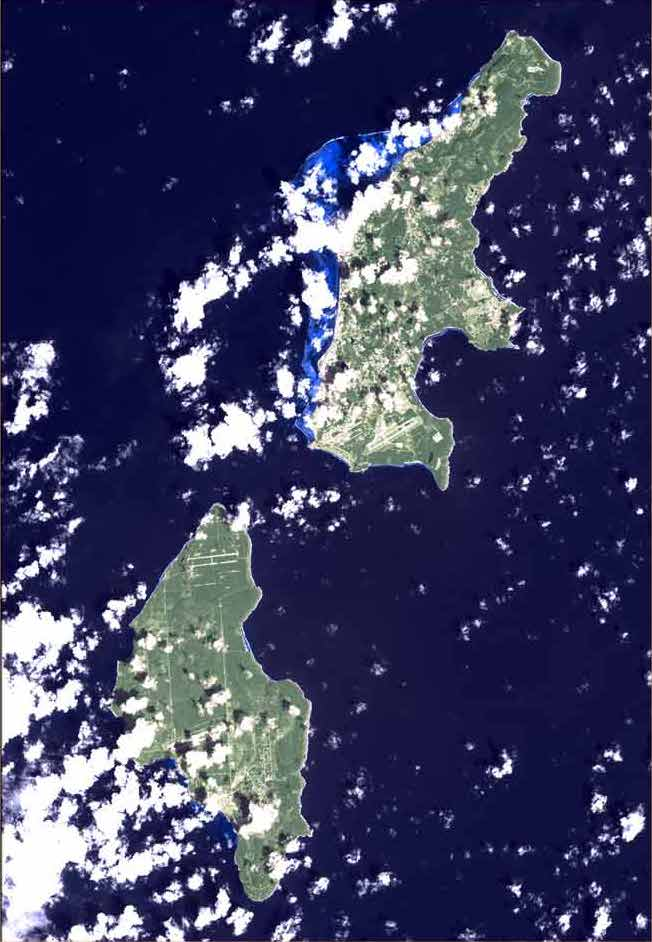
Satellitenfoto von Tinian (unten) und Saipan, im Norden von Tinian ist der Flugplatz zu sehen, von dem die B-29 zu den beiden Atombombenabwürfen starteten

Tinian ist neben Saipan und Rota eine der drei großen Inseln des Commonwealth der Nördlichen Marianen im Pazifischen Ozean. Sie war von 1899 bis 1914 Teil der Kolonie Deutsch-Neuguinea.

## Geographie
Die Insel befindet sich etwa acht Kilometer südwestlich von Saipan, der größten Insel der Nördlichen Marianen, und etwa 130 km nördlich von Guam. Die Landfläche beträgt 101,01 km². Tinian ist eine recht flache Insel mit viel Grün und Stränden. Ihren höchsten Punkt erreicht die Insel im Osten mit dem Berg Lasso (171 Meter).
Rund 9 km südwestlich liegt die unbewohnte Insel Aguijan.
Geopolitisch gehört Tinian zum US-amerikanischen Außengebiet der Nördlichen Marianen.

## Bevölkerung
Die Einwohnerzahl beträgt 3540 (Stand 2000). Das entspricht knapp 5 % aller Einwohner der Nördlichen Marianen und einer Bevölkerungsdichte von 35 Einwohnern je km². Die meisten davon sind Chamorros (ca. 75 %) sowie Zugewanderte von anderen Inseln der Karolinen. Daneben gibt es ostasiatische und europäisch-stämmige Minderheiten. 
Auf Tinian werden Chamorro, Englisch und Japanisch gesprochen. Die Kultur ist eine Mischung aus Chamorro-Kultur und der 200-jährigen spanischen Kolonialherrschaft, daneben gibt es Einflüsse der japanischen Kultur. 
Die Religion ist überwiegend ethnisch mit römisch-katholischen Einflüssen. Der spanische Einfluss zeigt sich nicht nur religiös, sondern auch an dem Cha-Cha-Cha-Tanz, der auf Tinian in abgewandelter Form zelebriert wird. Auf den japanischen Einfluss verweisen die zahlreichen Shintō-Schreine.

## Klima
Tinian befindet sich nicht nur in den geographischen Tropen (15°00' N), sondern auch in den klimatischen Tropen, das heißt, die tageszeitliche Temperaturschwankung fällt im Jahr größer aus als die jahreszeitliche Schwankung. Die Tageshöchstwerte, die auf Tinian meistens zwischen 12 und 16 Uhr erreicht werden, betragen von Dezember bis März 28 °C, sonst 29 bis 30 °C; nachts wird es das ganze Jahr selten kühler als 25 °C. Die Regenzeit dauert von Juli bis November. Das Klima ist ganzjährig schwül mit meist mehr als 80 % relativer Luftfeuchtigkeit. Aufgrund der hohen Luftfeuchtigkeit und der intensiven Sonneneinstrahlung liegt das subjektive Temperaturempfinden das ganze Jahr über meistens um 4 bis 8 °C über den Messwerten. Die Oberflächenwassertemperatur des Pazifischen Ozeans vor Tinian beträgt 27 bis 29 °C.
Tinian steht das ganze Jahr über unter Einfluss des Nordost-Passats, der in der europäischen Winterzeit mehr von Nordost kommend auf die Insel trifft, während er in der europäischen Sommerzeit fast exakt aus Ost auf die Insel zukommt. Der NO-Passat bringt durchschnittlich eine Windstärke von 3 bis 4 Beaufort mit sich. Sollte sich aber tausende Kilometer weit entfernt ein Aleutentief bilden, können Ausläufer mehrere Tage hintereinander höhere Windstärken erzeugen.
Die Tageszeitlänge variiert von 11,5 (21. Dezember) bis 13 Stunden zur Sommersonnwende. Die Dämmerungsphasen am Morgen und Abend sind wegen der äquatornahen Lage kürzer als in Mitteleuropa, da die Sonne mittags annähernd senkrecht stehen kann und steiler auf- und untergeht: 22 bis 25 Minuten auf Tinian gegenüber 32 bis 45 Minuten in Deutschland.

## Geschichte

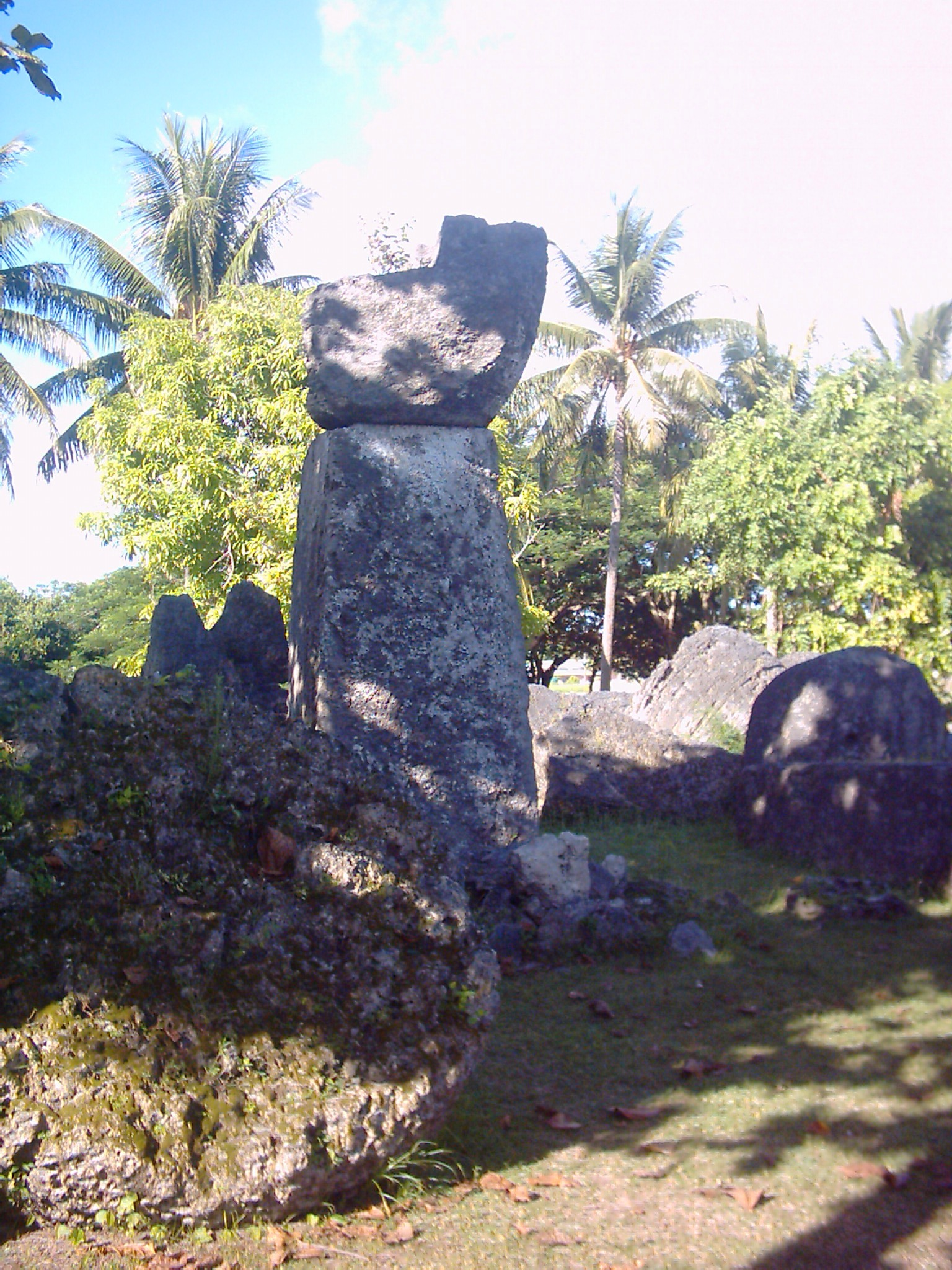
König Tagas „Steinpalast“

Spuren menschlicher Besiedelung reichen über 4000 Jahre zurück. Damals wurde die Insel vermutlich von Melanesiern besiedelt. Von dieser alten Zeit zeugen noch heute die Latte Stones, die den anderen Steinmonumenten im südpazifischen Raum ähnlich sind, wie zum Beispiel Nan Madol (Mikronesien), den Megalithen von Palau (Palau) oder den Moais (Osterinseln). Die Ureinwohner Tinians heißen Chamorros; sie stammen aus Guam und kamen zuvor aus dem malaysisch-indonesischen Raum.
Die Latte Stones sind von Hand gearbeitete Steine von mehreren Tonnen Gewicht, die bis zu 6 Meter hoch sind. Zumindest einige der Latte Stones wurden nicht fest im Boden verankert; vielmehr wurden sie erst von Künstlern erbaut und dann zu ihren Bestimmungsorten gebracht, meist waren dies Dorfplätze. Forscher gehen davon aus, dass die Steine weder mit Tier- noch mit Werkzeughilfe transportiert worden sind, sondern einzig mit Menschenkraft. Die Latte Stones zeugen auch davon, dass die Kultur der Chamorros gut organisiert und produktiv war.
Der bekannteste Stammesführer der Chamorros, der auf Tinian residierte, war König Taga, der vor etwa 3000 Jahren lebte. Von seiner Herrschaft zeugen noch heute die Ruinen seines „Steinpalastes“, d. h. eine sechs Meter hohe Steinstatue, ein Latte Stone mit einem Durchmesser von fünf Metern. Dies ist die einzige von acht Statuen, die noch erhalten ist. Außerdem gibt es auf Tinian einen Strand, der nach ihm benannt wurde (Taga Beach), und eine Charter-Fluggesellschaft (Taga Air).

### Spanische Herrschaft von 1670 bis 1898
Nachdem der portugiesische Seefahrer Ferdinand Magellan die Region der Karolinen bereits um 1521 durchfahren hatte, besetzten die Spanier die Marianen-Inseln ab 1668 von Süden (Guam) nach Norden (Farallon de Pajaros). Tinian diente ab 1670 den europäischen Seemännern oder Seemännern im Auftrag der Spanier, Engländer, Niederländer und Franzosen als Versorgungsstation mit Nahrung und Wasser. Bereits damals wurden die noch heute andauernden Verbindungen zwischen den nördlichen Marianen und den Philippinen geschaffen. Während der spanischen Herrschaft, die bis 1898 dauerte, schrumpfte die Bevölkerungszahl auf Tinian von 40.000 Ureinwohnern (Chamorros) auf nur noch 1400 Einwohner. Die Gründe waren neben von den Europäern mitgebrachten Krankheiten, gegen die die Chamorros nicht immun waren, vor allem Konflikte um Gebiete, oder genauer um potenzielles Geld und Gold. Die Hauptkonfliktszeit bestand gleich nach der Landung der Spanier auf Tinian, wo innerhalb von 50 Jahren fast 95 % aller Ureinwohner starben.
Die Überlebenden wurden von den Spaniern ab 1720 nach Guam geschafft, wo sie besser kontrolliert und missioniert werden sollten. Viele Chamorros wurden später nach Mikronesien, insbesondere nach Pohnpei und Yap vertrieben. Es kam im Verlaufe der Zeit zu Mischehen mit Europäern auf Guam und zu einer „Verchristlichung“ ihrer Sitten und Bräuche. Die Chamorros haben jedoch bis heute Teile ihrer ursprünglichen Kultur (u. a. die Sprache) behaupten können.
Tinian selbst wurde zu einer „Wurstinsel“, auf der unter anderem Rinder und Schweine gehalten wurden, um ihr Fleisch über den Pazifik nach Mexiko, der Pazifikküste Südamerikas oder Asien zu transportieren.

### Deutsche Herrschaft von 1899 bis 1914
Nach dem Spanisch-Amerikanischen Krieg im Jahre 1898 wurde Tinian zusammen mit den anderen Inseln der Marianen von den Vereinigten Staaten besetzt und wenig später an das Deutsche Reich verkauft. Das Deutsche Reich gliederte die Insel in die Kolonie Deutsch-Neuguinea ein. Unter der Herrschaft der Deutschen, die 15 Jahre währte (1899 bis 1914), diente Tinian genau wie unter den Spaniern der Wirtschaft ihrer Besitzer. Es gab weder eine dauerhafte Besiedelung der Insel noch eine Rückkehr der Chamorros.

### Japanische Herrschaft von 1914 bis 1941
Infolge des Ersten Weltkriegs in Europa übernahm zuerst – formal – Großbritannien die Insel, ehe kurz darauf und noch im selben Jahr Japan die deutschen Kolonien im nördlichen Pazifik besetzte bzw. mit seiner kaiserlichen Marine sicherte (mit Ausnahme von Guam).
1918 erhielt Japan vom damaligen Völkerbund Tinian und alle anderen deutschen Gebiete in Mikronesien als Mandatsgebiet. Dies änderte aber nichts daran, dass Japan weiter erheblichen Einfluss auf die Marianen-Inseln ausübte und unter anderem auch auf Tinian Japaner ansiedelte. Während der japanischen Herrschaft kamen mehr als 14.000 Ostasiaten, insbesondere Koreaner und Japaner aus der Präfektur Okinawa, nach Tinian. Außerdem war man bestrebt, die natürlichen Vorkommen der Insel auszuschöpfen. Zwischen dem Ersten und Zweiten Weltkrieg wurde Tinian eine der größten Plantagen für Zuckerrohr der Welt. Die gesamte Insel wurde innerhalb von zehn Jahren für den Anbau von Zuckerrohr hergerichtet. Infolge des hohen Bevölkerungsanteils, der an ein Stadtleben gewohnt war, wurde Tinian eine „Stadtinsel“, auf der Wasserwerke, Kraftwerke, befestigte Straßen, Schulen und ostasiatische Unterhaltungs- und Religionsgemeinschaften gegründet wurden. Die Herrschaft der Japaner endete jäh mit dem verlorenen Pazifikkrieg.

### Tinian und der Pazifikkrieg 1941 bis 1945

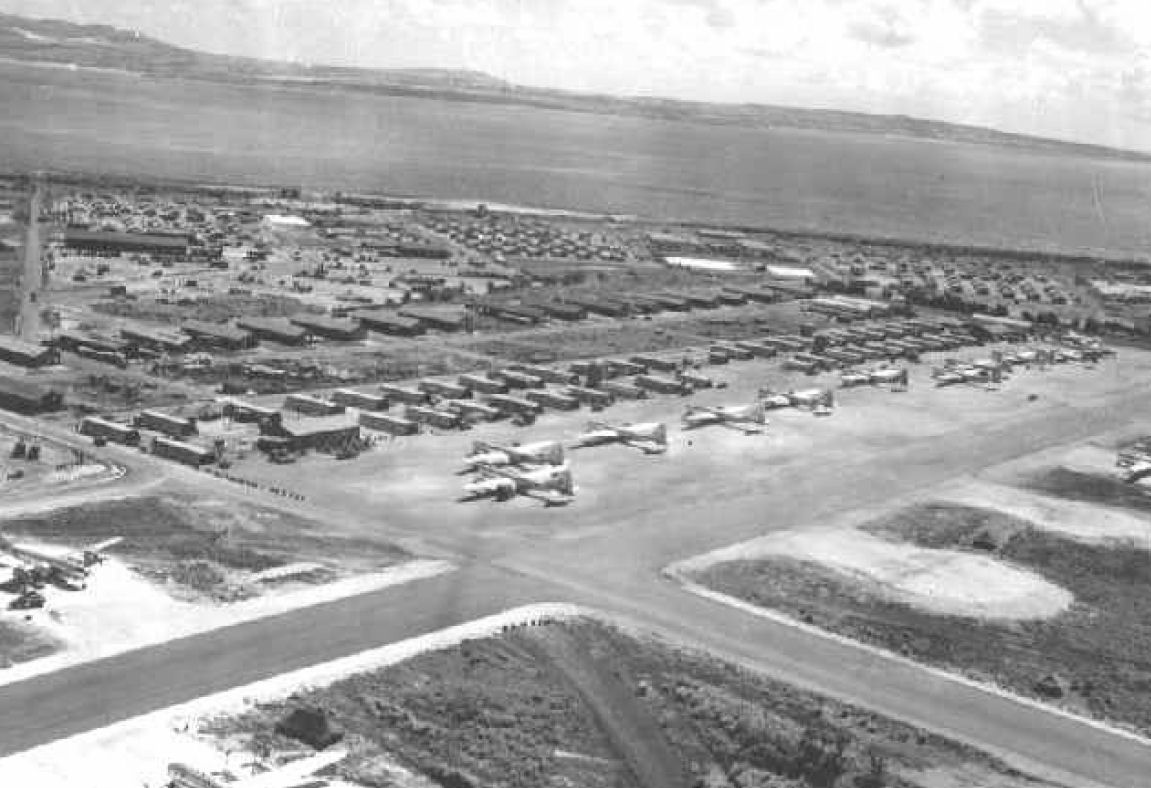
West Field 1945 mit B-29-Bombern

Tinian besaß für die Amerikaner eine wichtige strategische Bedeutung, als sie zum Gegenangriff gegen die Japaner ausholten. Die USA hatten mit einem riesigen Aufwand die Produktion des Bombers B-29 vorangetrieben, aber die ersten Einsätze von China aus (Chengdu bis Tokio etwa 3300 km) erwiesen sich aufgrund des schwierigen Nachschubs auf dem Luftweg „über den Hügel“ (Himalaya) als unbefriedigend. Ganz Japan aber lag mit einer Entfernung von etwa 2500 km in der Reichweite der amerikanischen Bomber, wenn diese auf den nördlichen Marianen-Inseln stationiert würden (Tinian bis Tokio etwa 2350 km). Also hing der weitere Verlauf des Luftkrieges gegen Japan und damit die Zerschlagung der Rüstungsproduktion von der Einnahme und der Sicherung der nördlichen Marianen ab. Japan betrieb auf Saipan und Tinian Flugplätze und andere Militärstützpunkte.

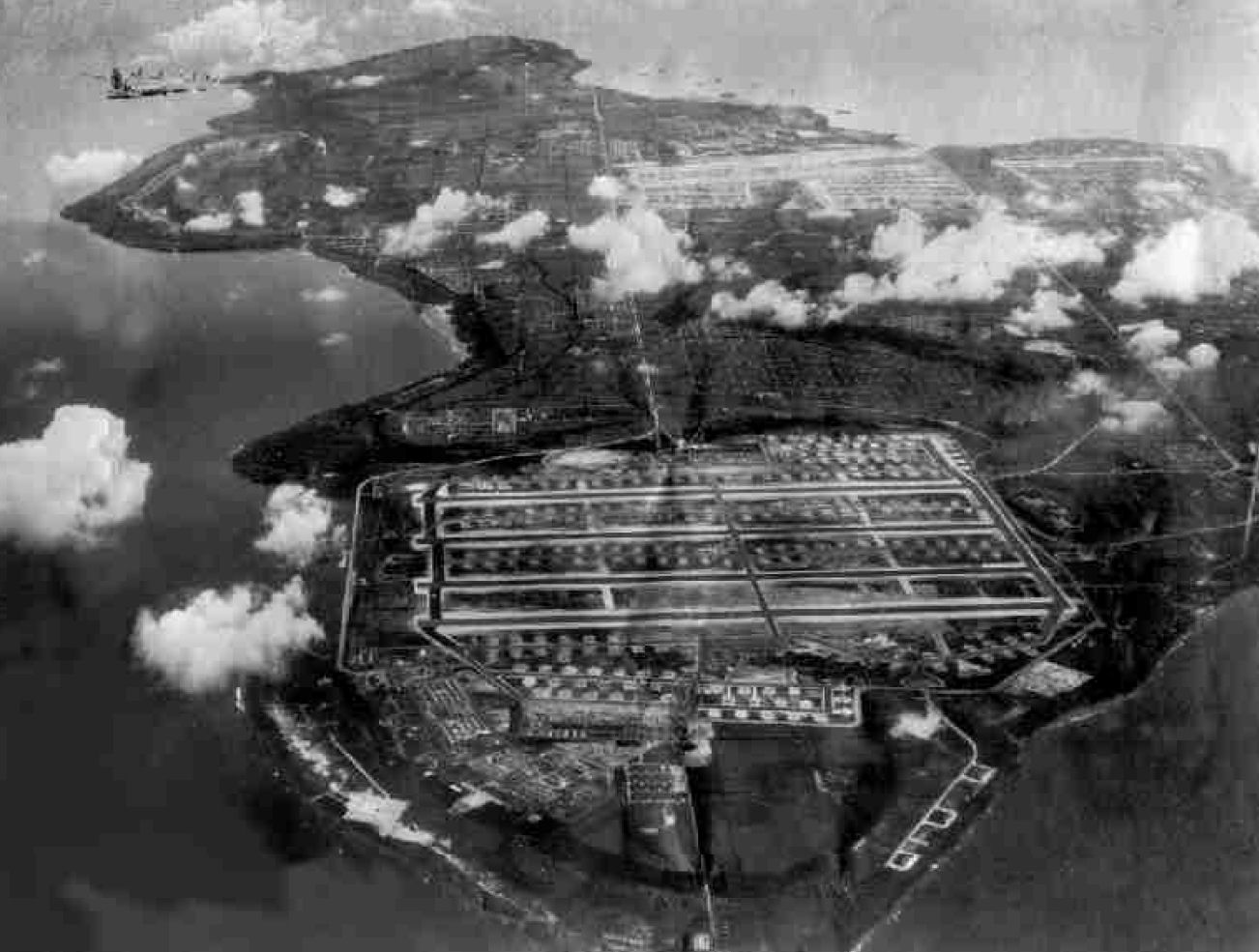
North-Field von Norden gesehen, im Hintergrund West-Field

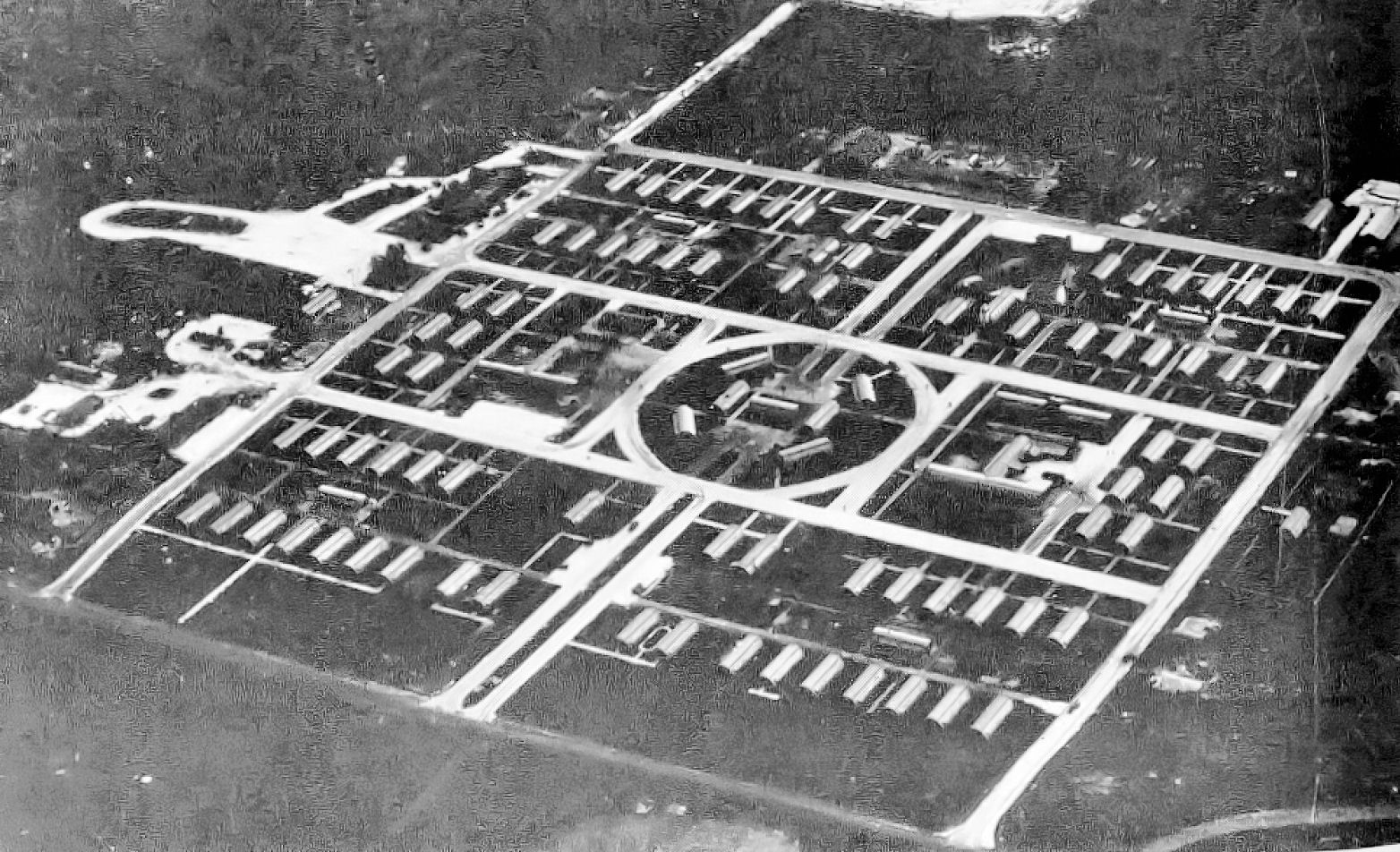
Wohnanlagen von West-Field

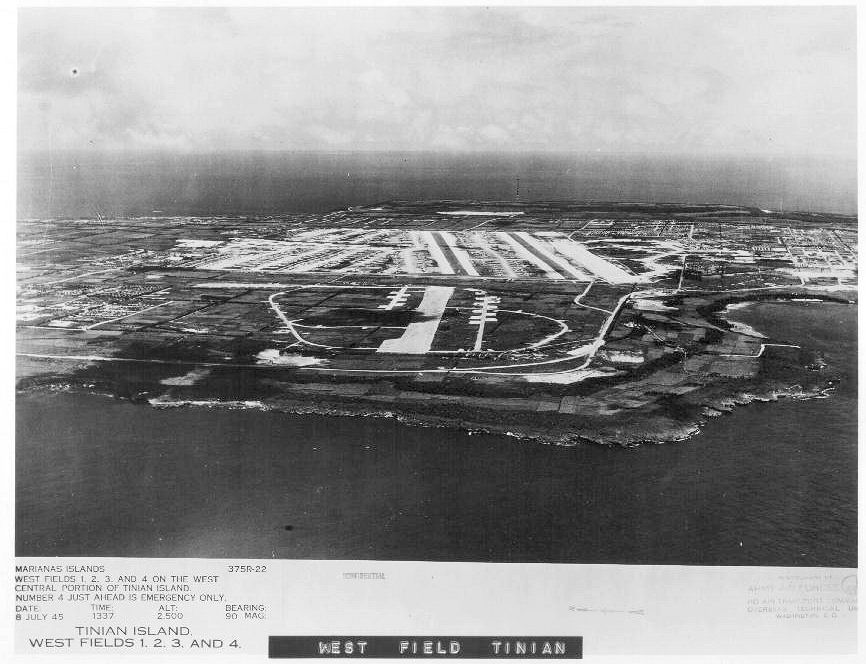
West Field hatte ebenfalls vier Startbahnen, davon zwei kleinere

Der US-Angriff auf die Marianen erfolgte am 15. Juni 1944. Am 6. Juli 1944 wurde, nachdem die USA Saipan eingenommen hatten, Tinian angegriffen, das von etwa 8000 japanischen Soldaten geschützt wurde. Die schnelle Einnahme Tinians durch die US-Amerikaner gelang durch die Landung mit Amphibienfahrzeugen von Saipan aus kommend im Norden der Insel, während die Japaner einen Angriff von der Seeseite aus dem Süden erwarteten. Die aus Koreanern und Japanern bestehende Bevölkerung der Insel wurde anschließend bis zum Kriegsende in der Inselmitte (Camp „Churo“) interniert, um die Anzahl der Soldaten, die zur Sicherung der Bevölkerung abkommandiert wurden, nicht allzu groß werden zu lassen. Noch während der Kampfhandlungen begannen Bautrupps der Marine mit der Errichtung eines gigantischen Luftwaffenstützpunkts. Der ehemalige japanische Flugplatz wurde repariert und um eine weitere Startbahn zum West-Field erweitert. Teile dienen heute als Tinian International Airport. Ähnlich verhielt es sich auf der Nachbarinsel Saipan, wo das Kobler Field und der heutige Saipan International Airport schnellstmöglich für die B-29 hergerichtet wurden. Kleinere Nebenplätze in Saipan wurden zum Schutz der großen Anlagen mit Jägern und Nachtjägern ausgestattet. Es entstand der größte Flugplatz aller Pazifikinseln.
In der Zwischenzeit arbeitete das Bauregiment der U.S. Navy im Norden der Insel an einer der größten Militärflugbasen des Zweiten Weltkriegs. Zum Ende der Bauarbeiten verfügte sie über vier parallele Lande-/Startbahnen von je 2500 m Länge und war damit der größte Flugplatz der Welt. Von diesem Flughafen aus startete Colonel Paul Tibbets am 6. August 1945 mit der Enola Gay, einem B-29-Bomber, mit dem er über Hiroshima (Japan) die erste Atombombe in Kriegszeiten abwarf. Drei Tage später, am 9. August 1945, startete ebenfalls von diesem Militärflugplatz Charles Sweeney in der „Bockscar“, einem weiteren B-29-Bomber, mit einer Atombombe an Bord in Richtung Nagasaki. Am 14. August starteten von Saipan, Tinian und Guam aus noch einmal 800 B-29 zum letzten großen Luftangriff auf Japan. Am selben Tag ordnete Kaiser Hirohito die Kapitulation an. Am 2. September 1945 kapitulierte Japan offiziell. Inzwischen umfassten die Einrichtungen der USAAF fast 2/3 der Fläche Tinians.

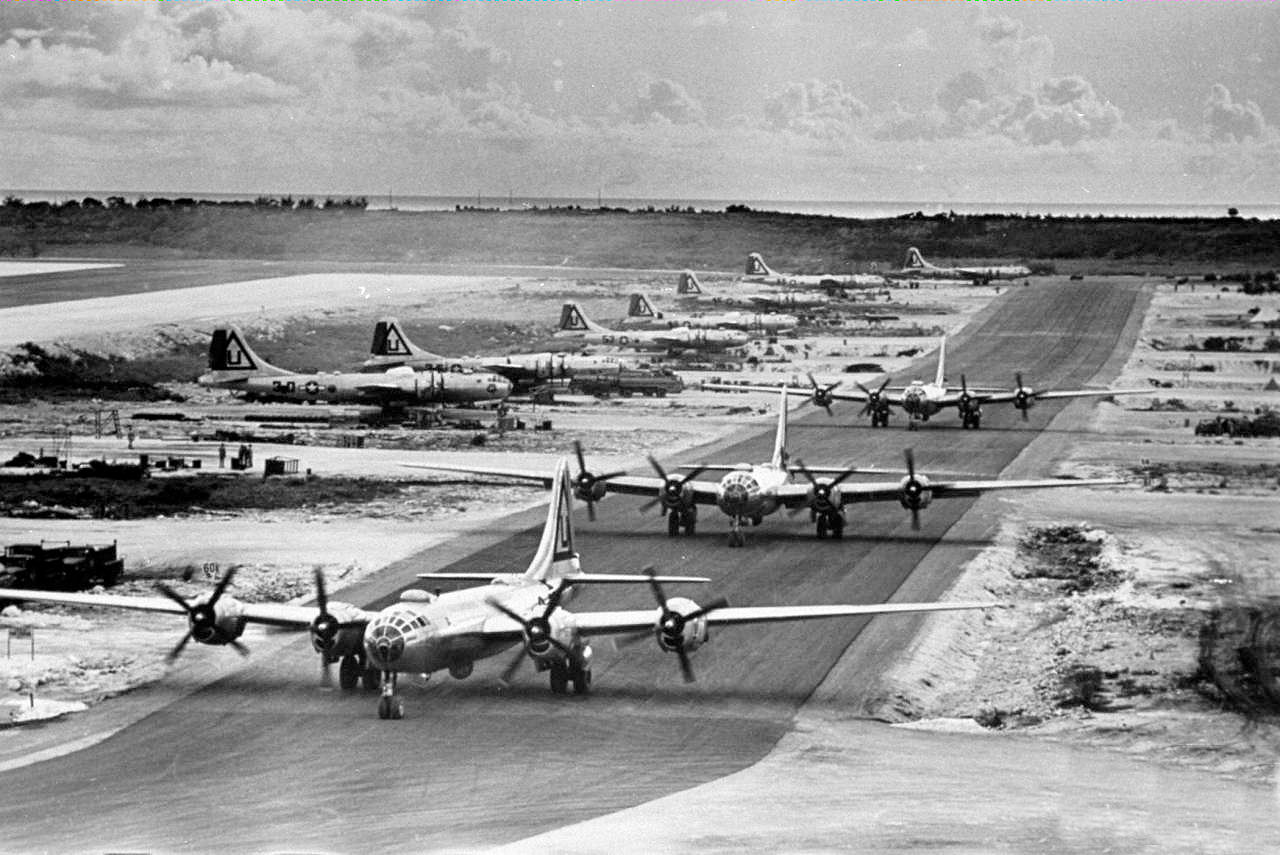
B-29-Superfortress-Bomber beim Start auf dem Flugplatz West Field, Tinian 1945
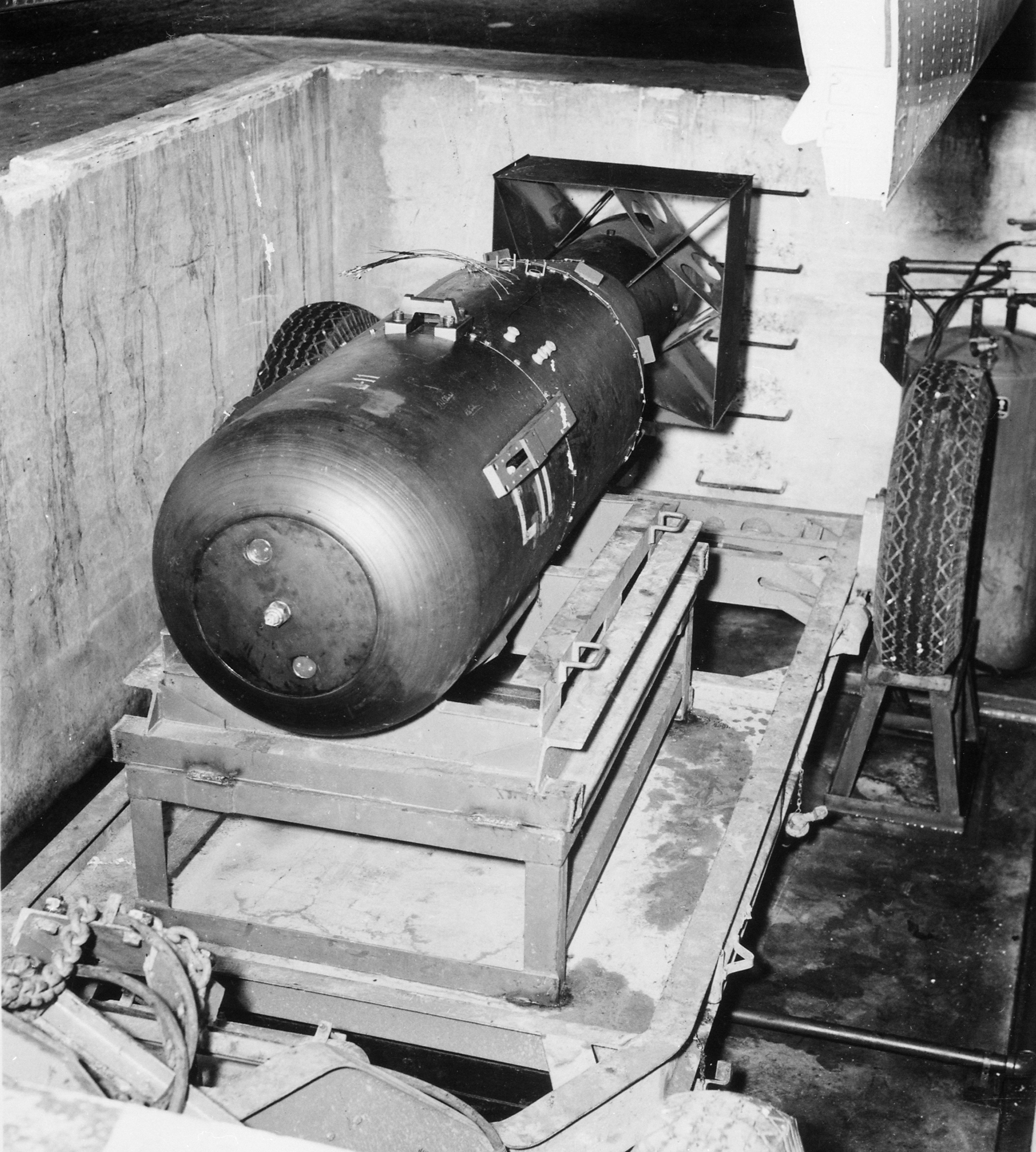
Atombombe Little Boy in der Grube auf dem Flugplatz North Field vor dem Einsatz
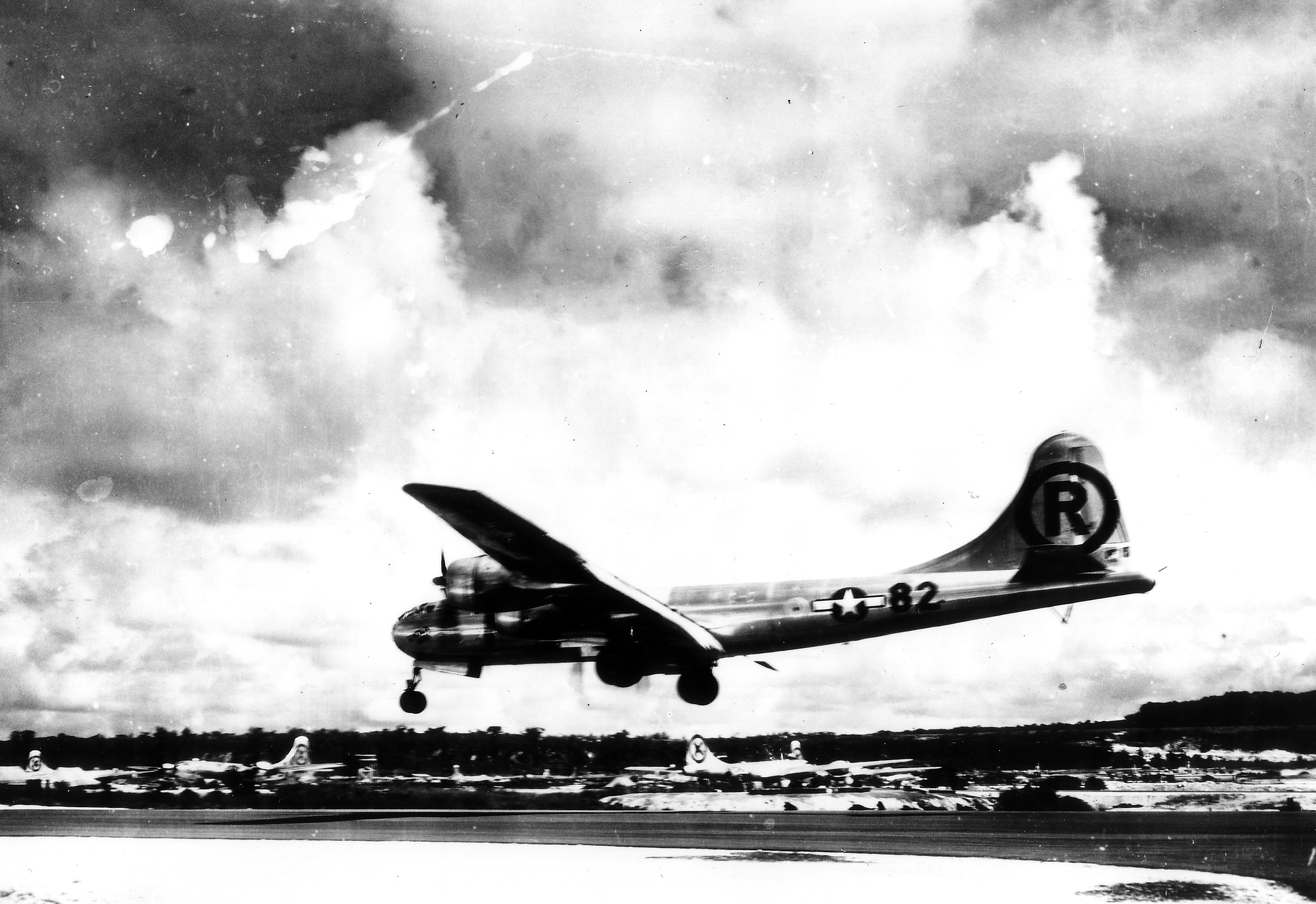
Enola Gay bei der Landung nach dem Atombombenabwurf auf Hiroshima am 6. August 1945
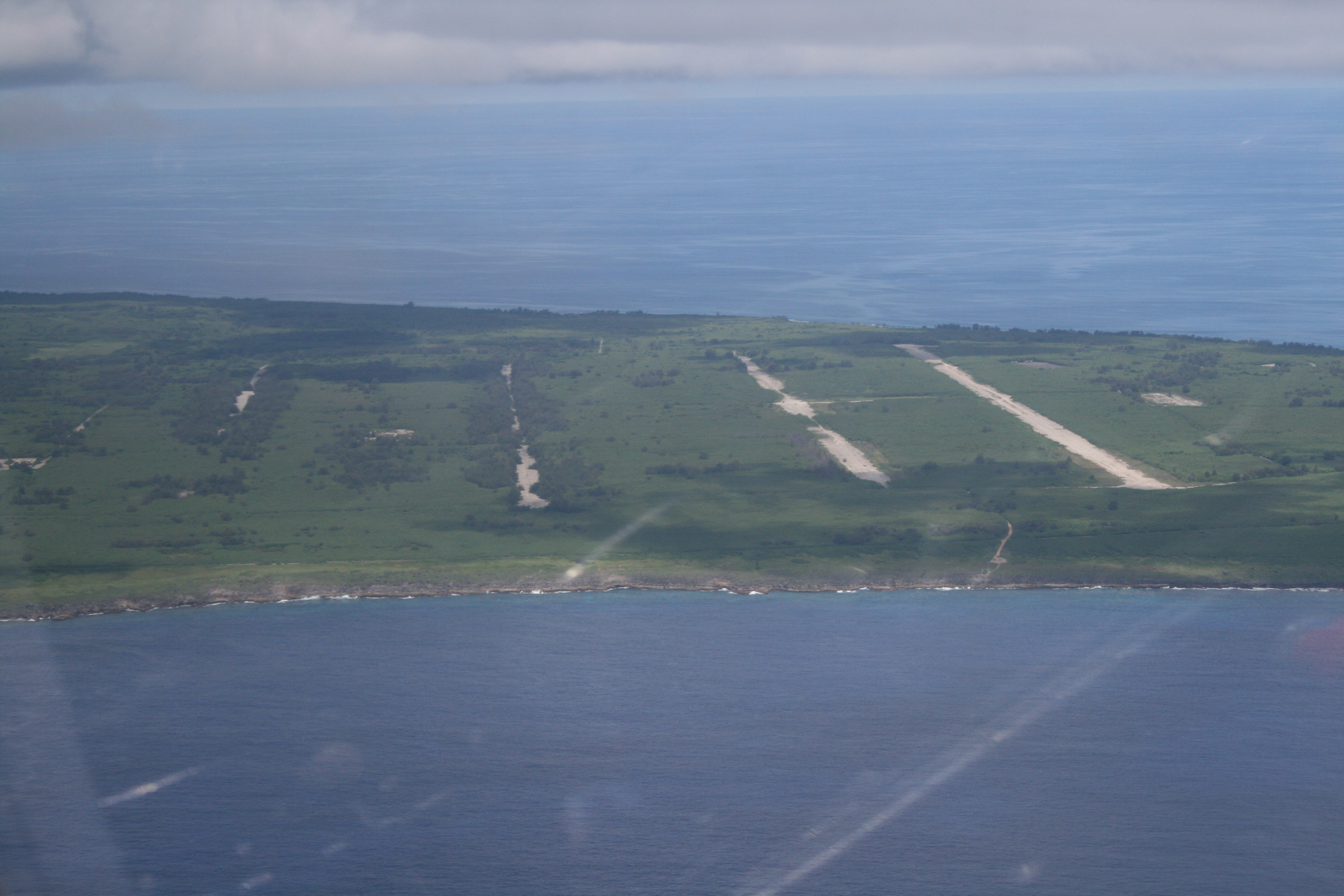
Flugplatz North Field 2008
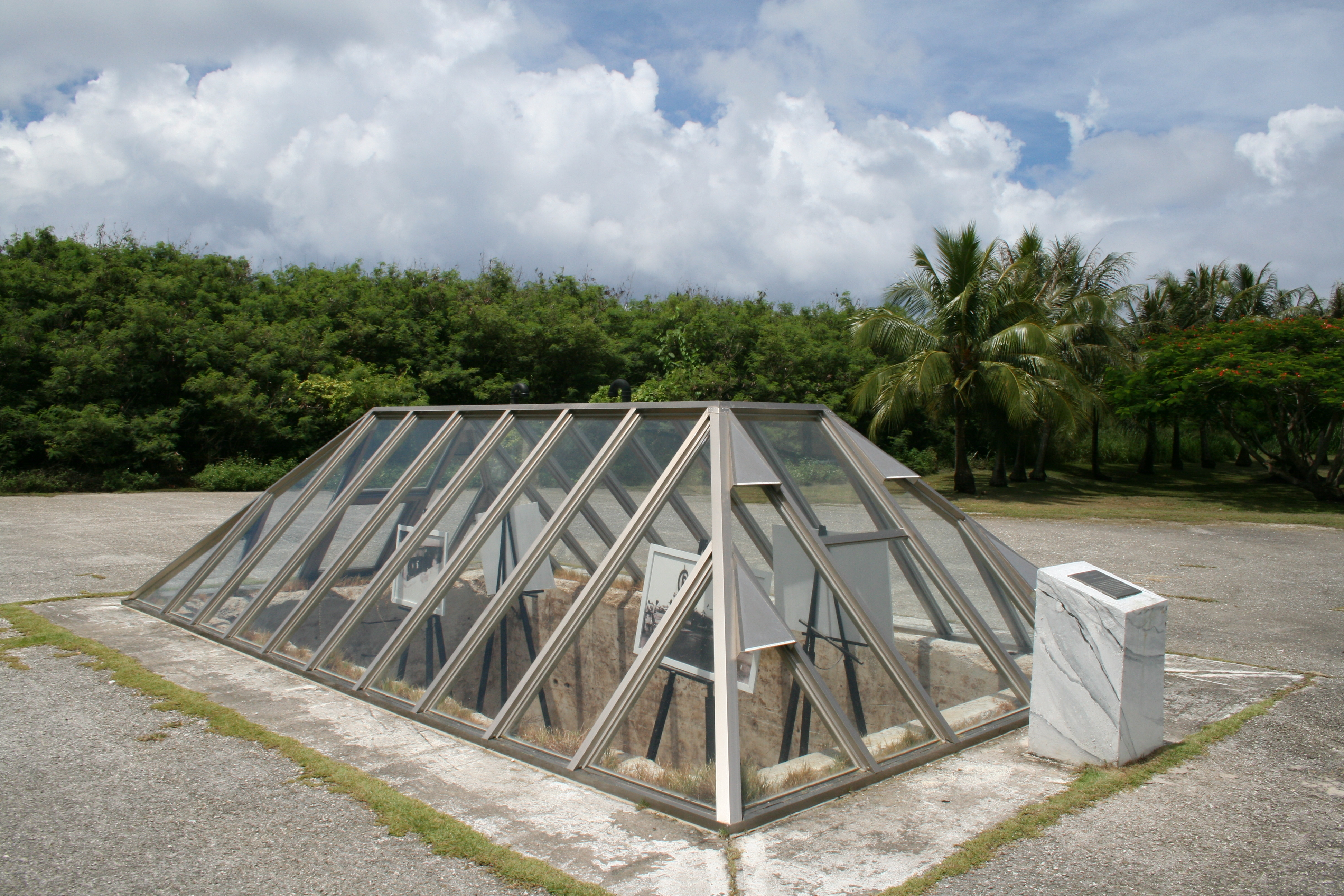
Grube von Little Boy, 2008

Der Stützpunkt existiert noch heute auf Tinian, hat aber seine Bedeutung verloren. Von den ursprünglich vier Landebahnen ist nur noch eine in Betrieb. Auf dem Flugfeld markieren Plaketten die Punkte, an denen die beiden Atombomben verladen wurden.

### Räumung der Insel und die Rückkehr der Chamorros 1946
Nach dem Pazifikkrieg wurden über 10.000 US-Soldaten auf die Marianen verlegt, einige tausend auch nach Tinian, wo sie die Japaner und Koreaner aus dem Camp „Churo“ entfernten, indem sie sie der Insel verwiesen. Die Insel war nach der Abreise des letzten Koreaners im Frühjahr 1946 erneut ohne Bevölkerung. Daraufhin meldeten sich 1946 die Chamorros, die Ureinwohner Tinians, bei der US-Administration auf der Insel Yap (Mikronesien) mit der Bitte, auf ihre Insel zurückkehren zu dürfen. Die Chamorros-Gemeinde auf der Yap-Insel zählte etwa 180 Menschen; die meisten von ihnen waren „Mischlinge“ mit einem Teil spanischer, deutscher oder japanischer Wurzeln. Die US-Administration stimmte der Bitte der Chamorros Mitte 1946 zu und ließ von den Soldaten San Jose, ein Dorf im Osten der Insel, erbauen. Die Chamorros wollten das Dorf jedoch nicht an dieser Stelle, so dass das gesamte Dorf in den Süden verlegt wurde. Heute nennt man es auch „Tinian Town“.

### Tinian von 1946 bis heute
Tinian wurde nach dem Zweiten Weltkrieg zunächst von den USA in Zusammenarbeit mit den Vereinten Nationen als ein Treuhandgebiet verwaltet. Später wurde die gesamte mikronesische Region ein US-amerikanisches Außengebiet, nachdem die Bevölkerung der Marianen zuerst mehr Unabhängigkeit von den Vereinten Nationen verlangte und später, auch aufgrund der wirtschaftlichen Abhängigkeit vom US-Militär, die Nähe der USA suchte.
Dabei blieb Tinian bis heute fast ohne Unterbrechung eine eigene Gemeinde; lediglich zwischen 1952 und 1962 gehörte Tinian zum Distrikt von Saipan. Der Grund, weshalb die US-Administration Tinian Saipan unterstellte, war eine enge Verbindung mit der U.S. Navy auf Saipan, die fortan auf Tinian taiwanische Antikommunisten paramilitärisch im Kampf gegen die Volksrepublik China ausbildete.
Im Jahre 1972 wurden die Marianen-Inseln und damit auch Tinian auf eigenen Wunsch unabhängig vom Rest des US-Außengebiets Mikronesien. 1978 trat ein Abkommen mit den Vereinigten Staaten in Kraft, das neben der Verfassung des neugegründeten Commonwealth der Nördlichen Marianen eine enge politische Bindung an die USA begründete. Tinians Staatsoberhaupt ist seitdem der US-Präsident, die offizielle Währung der US-Dollar.
Im Jahr 1983 wurde ein 50-jähriger Pachtvertrag über 16.100 Hektar Land auf Tinian mit dem US-Verteidigungsministerium unterzeichnet, durch den das gepachtete Land zur Military Lease Area wurde. Der Pachtvertrag gibt dem US-Verteidigungsministerium die Option, den Pachtvertrag nach Ablauf um weitere 50 Jahre zu verlängern. Die U.S. Navy nutzte den größten Teil des Geländes für Trainingsübungen im Camp Tinian. Als Teil des Pachtvertrags wurde in den 1980er Jahren eine Start- und Landebahn auf North Field reaktiviert, damit die U.S. Air Force Lockheed C-130 Hercules-Transporter die Trainingsübungen des U.S. Marine Corps unterstützen konnten.
Bis 1990 spielten Tinian und vor allem Saipan aufgrund ihrer geografischen Lage und der damit verbundenen strategischen Bedeutung im Kalten Krieg eine herausragende Rolle für die US-Streitkräfte. Auch heute noch ist das Militär der USA präsent, jedoch nicht mehr in dem Maße wie früher. Die entsprechenden Einrichtungen werden nur noch zeitweise genutzt, insbesondere für Manöver. Dennoch sind die wenigen Übungen, welche die USA auf Tinian durchführen, für die Insel von großer Bedeutung, denn sie bringen dringend benötigtes Geld in die Kassen. Die Hauptwirtschaftszweige der kleinen Insel sind heute aber andere (siehe Abschnitt „Wirtschaft“). Inzwischen sind die Militärischen Anlagen im Norden weitgehend überwachsen.
Am 24. Oktober 2018 überquerte Taifun Yutu die Insel Tinian und richtete enorme Verwüstungen und Schäden an. Tinians Häfen öffneten einige Tage nach dem Sturm wieder, der Flughafen kann einige Tage nach dem Sturm nur einen Betrieb für Militärmaschinen sicherstellen.
Im Jahr 2023 führten Bedenken, dass die US-Luftwaffenstützpunkte in Japan und Guam im Falle eines Konflikts mit China durch Marschflugkörper und ballistische Raketen verwundbar wären, dazu, dass Tinian als Ausweichbasis reaktiviert wurde.
Der National Defense Authorization Act der USA sah 26 Millionen Dollar für den Ausbau des Flugplatzes, 20 Millionen Dollar für Treibstofftanks, 32 Millionen Dollar für Parkvorfelder, 46 Millionen Dollar für den Ausbau von Frachtflächen und Rollwegen sowie 4,7 Millionen Dollar für eine Wartungs- und Unterstützungseinrichtung auf Tinian im Jahr 2024 vor. Die U.S. Die Rapid Engineer Deployable Heavy Operational Repair Squadron Engineers der US-Luftwaffe begannen mit der Räumung der zugewachsenen alten Start- und Landebahnen und Zufahrtsstraßen, und am 11. April 2024 wurde bekannt gegeben, dass die Fluor Corporation einen Auftrag im Wert von 409 Millionen Dollar für den Wiederaufbau des Luftwaffenstützpunkts North Field erhalten hat.
2025 wurde bekannt, dass Tinian mit fast 800 Millionen US-Dollar umfassend militärisch aufgerüstet wird. Ende 2025 soll das Flugfeld einsetzbar sein. Denn nur rund 200 Kilometer südlich liegt Guam, Heimat der Andersen Air Force Base. Guam sei gefährdet und könnte im Krisenfall „Erstschlagziel“ werden. Deshalb plant man Ausweichflugplätze für Guam. Auch die Nachbarinseln Rota und Saipan, ferner das weiter entfernt liegende Yap, werden aufgerüstet.

## Wirtschaft
Da Tinian gerade einmal 3540 Einwohner aufweist, ist die Wirtschaft dementsprechend klein. Daher besteht Tinians Wirtschaft zum größten Teil aus dem Tourismus. Mit ihm kamen Dienstleistungen wie zum Beispiel Autovermietungen und die Glücksspielindustrie nach Tinian. Glücksspiele wurden 1989 gesetzlich erlaubt. Momentan ist die Glücksspielindustrie, die aus einem großen Casino und diversen Videospielen besteht, die größte Einnahmequelle der Insel. Daneben war das Luxushotel „Dynasty“ das Statussymbol der Insel, welches die zahlungskräftigsten Kunden anlockt. 2015/2016 hat das „Dynasty“ sowohl den Casino- als auch den Hotel-Betrieb eingestellt.
Die Landwirtschaft spielt hierbei rein vom wirtschaftlichen Ertrag her eine untergeordnete Rolle, wird aber, vor allem im ländlichen Raum, der vielfach vorhanden ist, zur eigenen Ernährung betrieben (Subsistenzwirtschaft).

## Infrastruktur
Es gibt einen Schiffshafen, von dem aus von Montag bis Freitag täglich vier- bis fünfmal Katamaranfähren nach Saipan verkehren. Daneben existiert ein Straßennetz, das sich im Norden und im Süden mit einigen befestigten Straßen konzentriert. Während der Norden durch das Militär geprägt wurde, ist der Süden das Zentrum der Insel. Die beiden „Köpfe“ werden durch zwei im Inselinneren und von Nord nach Süd verlaufenden Straßen verbunden. Die östliche der beiden Straßen ist ein offizieller Highway.
Hinzu kommt der Tinian International Airport mit einer 2800 m langen Startbahn, der sich fast zentral, aber doch etwas weiter nach Süden versetzt, befindet. Er wird neben den regionalen kleinen Fluggesellschaften von zwei großen internationalen Fluggesellschaften, Continental Airlines und Northwest Airlines (NWA), angeflogen. Von dem Flughafen kann sehr schnell das Tourismuszentrum im Süden der Insel erreicht werden. Hier ist auch der Sitz der regionalen Fluggesellschaft Star Marianas Air.
Neben dem ursprünglich als Tinian West Field bezeichneten Flughafen gibt es das Tinian North Field, das jahrzehntelang nicht mehr fliegerisch genutzt wurde. Das Areal wird seit 2024 reaktiviert. Für das Reaktivierungsprojekt ist eine Dauer von fünf Jahren geplant.

## Tourismus

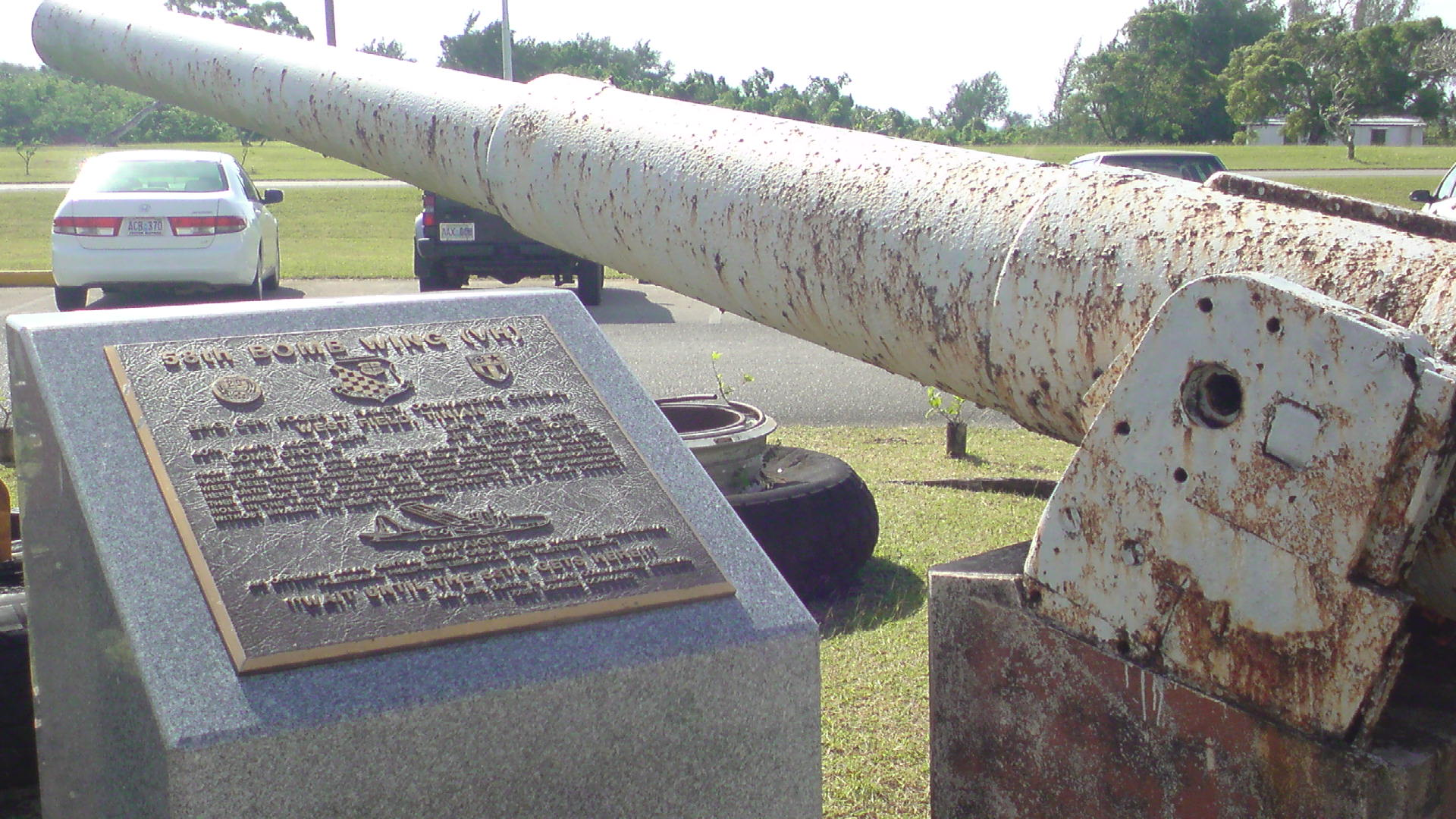
Kanone aus dem Zweiten Weltkrieg

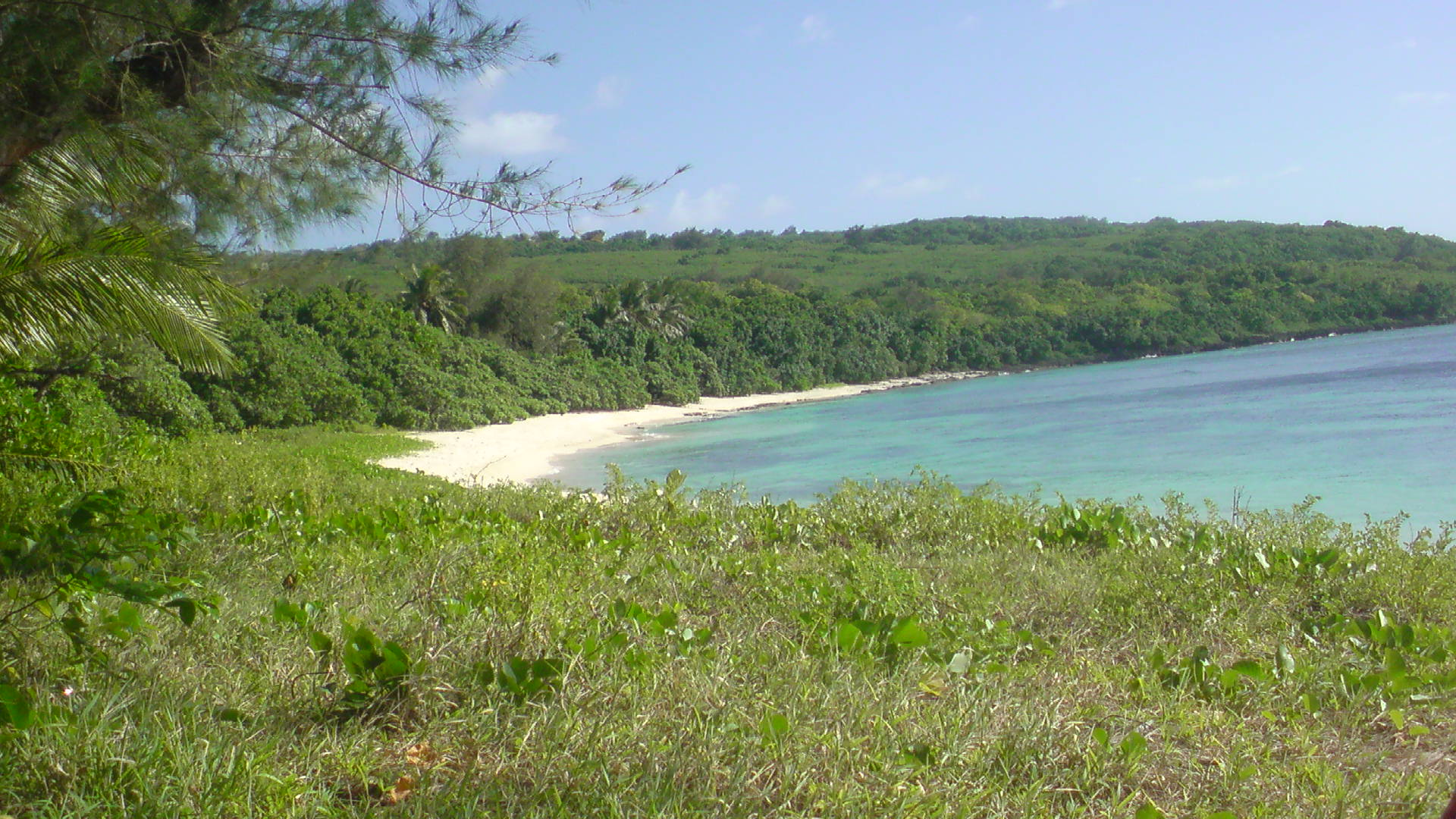
Küstenbereich von Tinian

Während Saipan, die größere nördliche Nachbarinsel, durchaus quirlig wirken kann, ist Tinian eine ruhige Insel geblieben. Tinian ist insofern touristisch erschlossen, als es Hotels mit internationalem Standard gibt. Da es aber keine öffentlichen Transporteinrichtungen wie Busse oder Bahnen (außer Schulbusse) gibt, ist der Tourist vom Service der Hotels abhängig. Diese reichen vom Fahrservice, beim größten Hotel „Dynasty“, bis zu „kein Service“ bei den kleinen Hotels. Es ist deshalb nicht verwunderlich, dass man Tinian fast nur mit (Miet-)Autos, zu Fuß oder mit dem Wasserfahrzeug erkunden kann. Auf Tinian befinden sich zwei Tankstellen, Autovermietungen und das bereits erwähnte Casino (integriert in das Hotel „Dynasty“), das sich zusammen mit einigen Läden und Restaurants in der Nähe der Taga Beach befindet. Touristisches Zentrum ist aber das etwas nördlich von Taga Beach gelegene San Jose mit einigen kleineren Hotels, Restaurants und Bars.
Natürliche Sehenswürdigkeiten der Insel sind neben den Stränden das „Blowhole“ im Nordosten der Insel und der 171 Meter hohe Mount Lasso.

## Kurioses
Im Jahre 1953 wurde in einer Hütte auf Tinian der japanische Soldat Murata Susumu gefangen genommen, der dort als so genannter Holdout seit Ende des Zweiten Weltkrieges auf seinem Posten geblieben war. Er hatte nicht gewusst, dass der Krieg bereits seit acht Jahren vorbei war.